# Jordi de Sant Jordi
Jordi de Sant Jordi, caballero, escritor en valenciano y músico, nacido entre 1399 y 1400 y muerto probablemente en el 1424 en el castillo de Vall de Uxó, hijo de musulmanes conversos. Tuvo el cargo de camarero real y disfrutó de la protección de Alfonso el Magnánimo.
Participó en la acción de Calvi y en el asedio de Bonifacio y, siempre al lado del monarca, entró en Nápoles, donde se encontraba el 30 de mayo de 1423, cuando la ciudad fue ocupada por Francesco Sforza, y fue hecho prisionero. En su celda escribió el poema Presoner (Prisionero), donde expresa su angustia y su añoranza por la suntuosa vida cortesana y su confianza en una breve liberación por parte del rey.

## El estilo
Su breve cancionero (18 composiciones) es esencialmente amoroso y está vinculado al amor cortesano trovadoresco, que mantenía su vigencia y eficacia en los núcleos postfeudales de la Corona de Aragón. La influencia de los grandes trovadores del siglo XIII, como lo fueron Folquet de Marsella y sobre todo Arnaut Daniel, es patente en su obra poética. La suave tristeza también es una característica de su lírica, plena de despedidas angustiosas y tiernas, de suspiros y evocaciones en sueños, con añoranza y melancolía. A menudo recurre a expresiones y recursos retóricos tomados de la lírica italiana de Petrarca, que en esa época comenzaba a difundirse en la Corona de Aragón.
Poeta eminentemente cortesano, aparece vinculado al grupo de poetas jóvenes que alaban a la reina Margarita de Prades, viuda de Martín I de Aragón, a la que parece que dedica algunas de sus más solemnes canciones, como Midons y seguramente Estramps. En este ambiente probablemente entró en contacto con Andreu Febrer y con el Marqués de Santillana, quien celebraría al poeta valenciano en su decir alegórico Coronaçión de Mosén Jordi. Este mismo Marqués de Santillana es el que, en su Proemio, alaba a Sant Jordi diciendo que sus poesías eran bellas y sentimentales, y que él mismo les ponía música.

## La obra
Su poema más hermoso, auténtica joya de la lírica en valenciano, Estramps, se abre con versos solemnes y rotundos, que exponen la idea de la facciones de la dama, fijadas en la retina del amante muerto y que elevan a un altísimo nivel poético una creencia popular.
En Los enuigs continúa la tradición de Monje de Montaudon y de Cerverí de Girona.
No le falta gracia a su Crida a les dones (Llamada a las mujeres), pregón dirigido a las damas, y Lo canviador (El cambiador), poema sobre las trampas y argucias que se hacían en el cambio de moneda.
Su Cançó d'opòsits (Canción de los opuestos) constituye la renovación de un viejo tema medieval a base de conceptos de trovadores y del Petrarca más retórico.
Algunos de sus poemas, como el Presoner, también conocido como Desert d’amics (Falto -'vacío, desierto'- de amigos) y la Cançó d’opòsits o El Presoner han sido musicados por Raimon.